# Prizren
Prizren (albansk: Prizren/Prizreni, serbisk: Призрен / Prizren) er en historisk by i Kosovo med omkring 178.000 indbyggere (2011). Byen bestod i 2002 af 81,6% albanere, 9,6% bosniakker 6,4 % tyrkere og 0,09% serbere. Byen bliver ofte anset som den mest fredelige og homogene delen av Kosovo. Serbisk kan, i modsætning til de fleste andre byer i Kosovo, snakkes frit i offentligheden af ikke-serbiske minoriteter.
Prizren var de Osmanniske Riges kulturelle hovedstad for Kosovo og Prizrens tyrkiske befolkning har fortsat stor indvirkning på samfundet. I 1980'erne og 90'erne, før Kosovokrigen, snakkede de fleste tyrkisk i Prizren. Dette skyldes at mange albanere fra Prizren snakker tyrkisk med hinanden. Men efter krigen i 1999 flyttede mange albanere fra andre byer og områder til Prizren. Demografien i byen har forandret sig meget efter krigen. Derfor har det blevet færre tyrkisktalende efter Kosovokrigen.
Prizren har altid været en multireligiøs by. Det findes flere moskéer og nogle kirker i byen i dag.